# Нашец
Нашец е село, разположено в Призренски окръг, Косово. Населението му през 1991 година е 1022 души, предимно албанци.

## Население
- 1948 – 197 души
- 1953 – 231 души
- 1961 – 321 души
- 1971 – 525 души
- 1981 – 833 души
- 1991 – 1022 души